# Фридман, Исаак Яковлевич
Исаак Яковлевич Фридман (укр. Ісаак Якович Фрідман; 2 октября 1920, Киев, Украинская ССР — 27 января 2004, Киев, Украина) — советский и украинский учёный-правовед, специалист в области криминалистики, уголовного процесса и судебной экспертизы, доктор юридических наук (1976), профессор (1998).